# Зменшення порядку моделі
Зменшення порядку моделі (ЗРМ, англ. reduced order model, ROM) — це техніка для зменшення обчислювальної складності математичних моделей у чисельному моделюванні. Це поняття тісно пов'язане з концепцією метамоделювання та має широке застосування у всіх областях математичного моделювання.

## Огляд
Багато сучасних математичних моделей реальних фізичних процесів створюють проблеми при використанні в чисельному моделюванні через складність і великий розмір (розмірність). Зменшення порядку моделі має на меті знизити обчислювальну складність таких задач, наприклад, при моделюванні задач великого порядку, динамічних систем і систем керування. Шляхом зменшення розмірності простору станів моделі або ступенів свободи обчислюється наближення до вихідної моделі, яку зазвичай називають «моделлю зменшеного порядку».
Моделі зниженого порядку корисні в умовах, коли неможливо виконати чисельне моделювання за допомогою моделі повного порядку. Це може бути пов'язано з обмеженнями обчислювальних ресурсів або вимогами налаштувань симуляції. Наприклад налаштувань симуляції в реальному часі або налаштувань багатьох запитів, у яких потрібно виконати велику кількість симуляцій. Налаштування симуляцій в реальному часі включатимуть системи керування в електроніці та візуалізацію результатів моделі, тоді як налаштування багатьох запитів можуть мати проблеми оптимізації та дослідження дизайну. Щоб застосувати модель зменшення порядку повинно виконуватись такі вимоги:
- Невелика похибка обчислень у порівнянні з моделлю повного порядку.
- Збереження властивостей і характеристик моделі повного порядку (наприклад, стійкість і пасивність в електроніці).
- Обчислювально ефективні та надійні методи зменшення порядку при моделюванні.

Треба відзначити, що в деяких випадках (наприклад, обмежене групування поліноміальних диференціальних рівнянь) можлива помилка нульової апроксимації, що призводить до точного зниження порядку моделі.

## Методи
Сучасні методи зменшення розмірності моделі можна загалом розділити на 5 класів:
- Методи власних ортогональних розкладів[en][7][8]
- Методи скороченого базису.[9]
- Методи балансування
- Спрощена фізика[10] або операційні методи редукції.[3]
- Нелінійні методи многовидів.[11][12]

Спрощений фізичний підхід можна описати, як аналогічний підхід традиційного математичного моделювання, у якому менш складний опис системи будується на основі припущень і спрощень з використанням фізичного розуміння. Однак цей підхід не часто є темою обговорення в контексті зменшення розмірності моделі, оскільки це загальний метод у науці, інженерії та математиці.
Решта перерахованих методів належать до категорії зменшення порядку на основі проекцій. Воно ґрунтується на проекції рівнянь моделі або рішенні на основі зменшеної розмірності порівняно з вихідним порядком. Методи, які також належать до цього класу, але менш поширені:
- Власний узагальнений розклад[en][13]
- Матрична інтерполяція[14]
- Інтерполяція передатної функції
- Кусково-тангенціальна інтерполяція
- Фреймворк Льовнера
- (Емпіричний) хрест Граміана[en]
- Методи підпростору Крилова[en][15]

## Реалізації
- RBmatlab: бібліотека MATLAB, що містить усі підходи скороченого моделювання для лінійних і нелінійних, афінних або залежних від параметрів еволюційних проблем із кінцевими елементами, кінцевими об'ємами або локальними розривними дискретизаціями Галеркіна. Додаткову інформацію можна знайти на сторінці завантаження та документації.

- Зменшення моделі всередині ANSYS: реалізовано зменшення порядку моделі на основі Крилова для мультифізичних моделей кінцевих елементів в Ansys. Спрощення моделі за допомогою Model Reduction всередині Ansys підходить для стратегій оптимізації в розробці компонентів, а також для інтеграції компактних моделей у загальну симуляцію системи в галузі електроніки, автомобілів або мікросистем. Попри скорочення, параметри перевірки зберігаються, що означає, що можна досягти швидких результатів щодо дизайну та моделювання системи. Для отримання додаткової інформації відвідайте https://www.cadfem.net/en/our-solutions/cadfem-ansys-extensions/model-reduction-inside-ansys.html

- pyMOR: pyMOR — це бібліотека програмного забезпечення для створення додатків для редукції порядку моделі за допомогою мови програмування Python. Основна увага зосереджена на застосуванні методів скороченого базису до параметризованих диференціальних рівнянь у частинних похідних. Усі алгоритми в pyMOR сформульовані в термінах абстрактних інтерфейсів для бездоганної інтеграції із зовнішніми високорозмірними розв'язувачами PDE. Крім того, чисті реалізації Python дискретизації кінцевих елементів і кінцевих об'ємів за допомогою стека наукових обчислень NumPy/SciPy надаються для швидкого початку роботи. Для отримання додаткової інформації відвідайте http://pymor.org

## Додатки
Зменшення порядку моделі знаходять застосування в різних галузях, що містять математичне моделювання. Також існує багато оглядів на такі теми, як електроніка, механіки рідин, гідродинаміка, структурна механіка, MEMS, Рівняння Больцмана та оптимізаці конструкціїй.

### Механіка рідини
Сучасні проблеми механіки рідини стосуються великих динамічних систем, які мають багато ефектів у різних масштабах. Дослідження обчислювальної динаміки рідини часто включають моделі, що розв'язуються за допомогою рівняння Нав'є–Стокса з великою кількістю ступенів свободи. Вперше використання методів редукції модельного порядку датується роботою Ламлі в 1967 році, де рівняння Нав'є–Стокса використовувалось для розуміння багатьох механізмів та інтенсивності турбулентності, великих когерентних структур, присутніх у задачах потоку рідини. Зменшення порядку моделі також знаходить сучасне застосування в аеронавтиці для моделювання потоку над корпусом літака. Наприклад можна знайти в Lieu et al, де повна модель винищувача F16 з понад 2,1 мільйонами ступенів свободи була зменшена до моделі лише з 90 ступенями свободи. Додаткове моделювання зменшення порядку було застосовано для вивчення реології в гемодинаміці та взаємодії рідин та структур між кров'ю, що протікає через судинну систему.